# Relictus solitarius
Relictus solitarius är en fiskart som beskrevs av Hubbs och Miller 1972. Relictus solitarius ingår i släktet Relictus och familjen karpfiskar. IUCN kategoriserar arten globalt som starkt hotad. Inga underarter finns listade i Catalogue of Life.